# Pont du Garigliano (stanice RER v Paříži)
Pont du Garigliano je nádraží příměstské železnice RER v Paříži, které se nachází v 15. obvodu na nábřeží Quai André-Citroën. Slouží pro linku RER C. V roce 2004 činil počet denních pasažárů 2500–7500 a vlaků 250–500. Naproti nádraží se nachází stanice tramvajové linky T3 Pont du Garigliano – Hôpital européen Georges-Pompidou, která byla zprovozněna 16. prosince 2006. Jedná se o konečnou této linky.

## Historie
Dne 31. května 1865 Compagnie des chemins de fer de l'Ouest (Západní železniční společnost) obdržela koncesi na výstavbu tratě na pravém břehu jako součást tratě Petite Ceinture s povinností vystavět úsek do stranice Champ-de-Mars pro světovou výstavu 1867. Tato trať umožnila i rozvoj podniků a továren v 15. obvodu a 1. února 1879 bylo otevřeno nové nákladové nádraží Grenelle. V roce 1889 byla uvedena do provozu trať z Puteaux do Champ-de-Mars. V letech 1894–1899 byla trať podle smlouvy s městem Paříží zahloubena pod úroveň terénu a při té příležitosti bylo zbořeno i původní nádraží. Nová nádražní budova byla otevřena 17. května 1900. Tato budova byla zbořena v roce 1961 a nahrazena jednoduchou konstrukcí. Ta byla odstraněna v roce 1996 a nahrazena současnou stavbou.

## Název stanice
Při svém otevření se nádraží jmenovalo Javel podle zdejší čtvrti. Na počátku 20. století byla stanice přejmenována na Boulevard Victor podle zdejší ulice. V roce 2006 při otevření tramvajové linky T3 získalo jméno Boulevard Victor – Pont du Garigliano. Od roku 2010 se jmenuje pouze Pont du Garigliano podle nedalekého mostu přes Seinu.